# Славянка (приток Луги)
Славянка, в верхнем течении Пята — река в России, протекает по территории Кингисеппского района Ленинградской области. Берёт своё начало из Пятского озера, впадает по левому берегу в Лугу, на 72 км реки. Длина реки — 18 км. Ниже впадения в реку Пяту ручья Вильевского, она меняет своё название на Славянку. Протекает через посёлок Туганы Большелуцкого сельского поселения.

## Данные водного реестра
По данным государственного водного реестра России относится к Балтийскому бассейновому округу, водохозяйственный участок реки — Луга от в/п Толмачево до устья, речной подбассейн реки — подбассейн отсутствует. Относится к речному бассейну реки Нарва (российская часть бассейна).
По данным геоинформационной системы водохозяйственного районирования территории РФ, подготовленной Федеральным агентством водных ресурсов:
- Код водного объекта в государственном водном реестре — 01030000612102000026589
- Код по гидрологической изученности (ГИ) — 102002658
- Код бассейна — 01.03.00.006
- Номер тома по ГИ — 2
- Выпуск по ГИ — 0